# Mathias Schersing
Mathias Schersing (ur. 7 października 1964 w Halle) – niemiecki lekkoatleta specjalizujący się w biegach sprinterskich, uczestnik letnich igrzysk olimpijskich w Seulu (1988). W czasie swojej kariery reprezentował Niemiecką Republikę Demokratyczną.
Mąż sprinterki Petry Schersing (z domu Müller).

## Sukcesy sportowe
- czterokrotny medalista mistrzostw NRD w biegu na 400 metrów – złoty (1984), srebrny (1984, 1988), brązowy (1987)[1]
- dwukrotny srebrny medalista halowych mistrzostw NRD w biegu na 200 metrów (1985, 1987)[2]
- trzykrotny medalista halowych mistrzostw NRD w biegu na 400 metrów: złoty (1986, 1987), srebrny (1984)[3]

| Rok  | Miasto    | Zawody                      | Konkurencja        | Wynik         |
| ---- | --------- | --------------------------- | ------------------ | ------------- |
| 1983 | Schwechat | mistrzostwa Europy juniorów | sztafeta 4 × 400 m | złoty medal   |
| 1984 | Moskwa    | zawody Przyjaźń-84          | sztafeta 4 × 400 m | srebrny medal |
| 1986 | Madryt    | halowe mistrzostwa Europy   | bieg na 400 m      | brązowy medal |
| 1986 | Stuttgart | mistrzostwa Europy          | bieg na 400 m      | brązowy medal |
| 1988 | Seul      | igrzyska olimpijskie        | sztafeta 4 × 400 m | 4. miejsce    |

## Rekordy życiowe
- bieg na 200 metrów – 20,80 – Jena 29/06/1986
- bieg na 400 metrów – 44,85 – Stuttgart 29/08/1986
- bieg na 400 metrów (hala) – 46,77 – Liévin 01/02/1986